# Myiobius villosus
Caça-moscas-de-peito-fulvo ou assanhadinho-de-peito-fulvo (Myiobius villosus) é uma espécie de ave da família Tityridae.
Pode ser encontrada nos seguintes países: Bolívia, Colômbia, Equador, Panamá, Peru e Venezuela.
Os seus habitats naturais são: regiões subtropicais ou tropicais húmidas de alta altitude.